# Pristimantis dorsopictus
Espèce
Synonymes
- Eleutherodactylus dorsopictus Rivero & Serna, 1988 "1987"

Statut de conservation UICN

 VU  : Vulnérable
Pristimantis dorsopictus est une espèce d'amphibiens de la famille des Craugastoridae.

## Répartition
Cette espèce est endémique du Nord de la cordillère Centrale en Colombie. Elle se rencontre dans les départements d'Antioquia et de Caldas entre 2 400 et 3 000 m d'altitude.

## Description

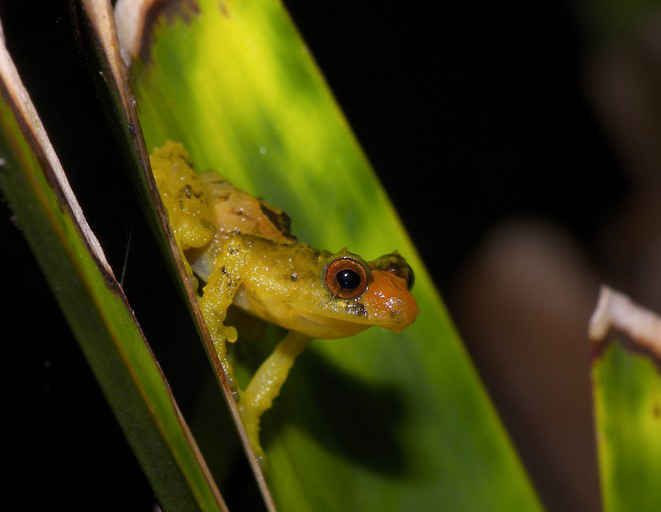
Pristimantis dorsopictus

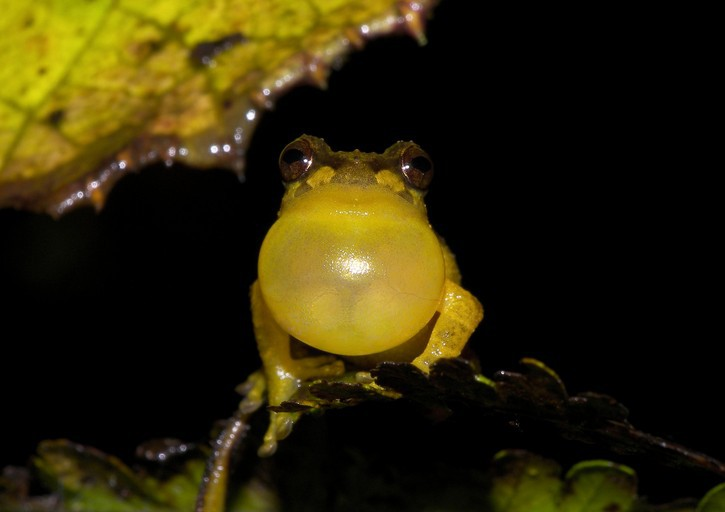
Pristimantis dorsopictus

Les mâles mesurent de 21,6 à 31,6 mm et les femelles de 19,0 à 22,0 mm.

## Publication originale
- Rivero & Serna, 1988 "1987" : Tres nuevas especies de Eleutherodactylus (Amphibia, Leptodactylidae) de Antioquia, Colombia. Caribbean Journal of Science, vol. 23, no 3/4, p. 386-399 (texte intégral).